# Hatework
Hatework war eine italienische Thrash-Metal-Band aus Arconate, die im Jahr 1996 gegründet wurde und sich 2007 auflöste.

## Geschichte
Die Band wurde im Jahr 1996 gegründet. Nach etwas mehr als einem Jahr nahm die Band ihr Debütalbum auf, das jedoch unveröffentlicht blieb, da Streitigkeiten zwischen der Band und deren Label entstanden. Es folgten weitere Live-Auftritte, ehe im Jahr 2000 die EP Thrasher’s Attack erschien. Für den Rest des Jahres, sowie 2001 folgten weitere Auftritte, ehe die Band durch eine weitere EP, die zwei Lieder umfasste, einen Vertrag bei dem deutschen Label Witches Brew Records erreichte. Hierüber erschien im Jahr 2002 das Debütalbum Madbent for Disaster. In den Jahren 2002 und 2003 spielte die Band erneut Konzerte und trat dabei zusammen mit Raw Power, Tankard, Necrodeath und Dismember auf. 2003 war die Band zudem auf diversen Samplern sowie auf einer Split-Veröffentlichung von Dream Evil Records zu hören. Im Jahr 2004 folgte das zweite Album Thrash ’n’ Roll bei Beer City Records. Im Jahr 2007 kam es zur Auflösung der Band.

## Stil
Laut Joe Florez von metal-observer.com spiele die Band auf Thrash ’n’ Roll klassischen Thrash Metal, der an den der 1980er Jahre erinnere. Die Gitarrenriffs in XXX erinnerten Florez zudem an alte Alben von Motörhead. Clementis Gesang erinnere an den von Bobby „Blitz“ Ellsworth (Overkill) oder Marcel „Schmier“ Schirmer (Destruction).

## Diskografie
- 2000: Thrasher’s Attack (EP, Eigenveröffentlichung)
- 2001: Italian Thrash Metal Assault (Split mit Vexed, Eigenveröffentlichung)
- 2001: Total War (EP, Eigenveröffentlichung)
- 2002: Madbent for Disaster (Album, Witches Brew Records)
- 2003: Nuclear Babylon / Bastard (Split mit Vexed, Dream Evil Records)
- 2004: The First Strikes of Hate (Kompilation, Kuravilú Productions)
- 2004: Thrash ’n’ Roll (Album, Beer City Records)
- 2006: Hellblasting Revenge (Split mit Vexed, Hell in a Cell und Alea Jacta, Ashen Productions)
- 2007: The Actual Worst Has Come (Kompilation, Punishment 18 Records)